# Dydoe

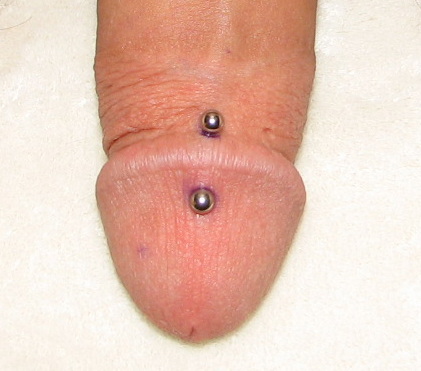
Un piercing di tipo dydoe.

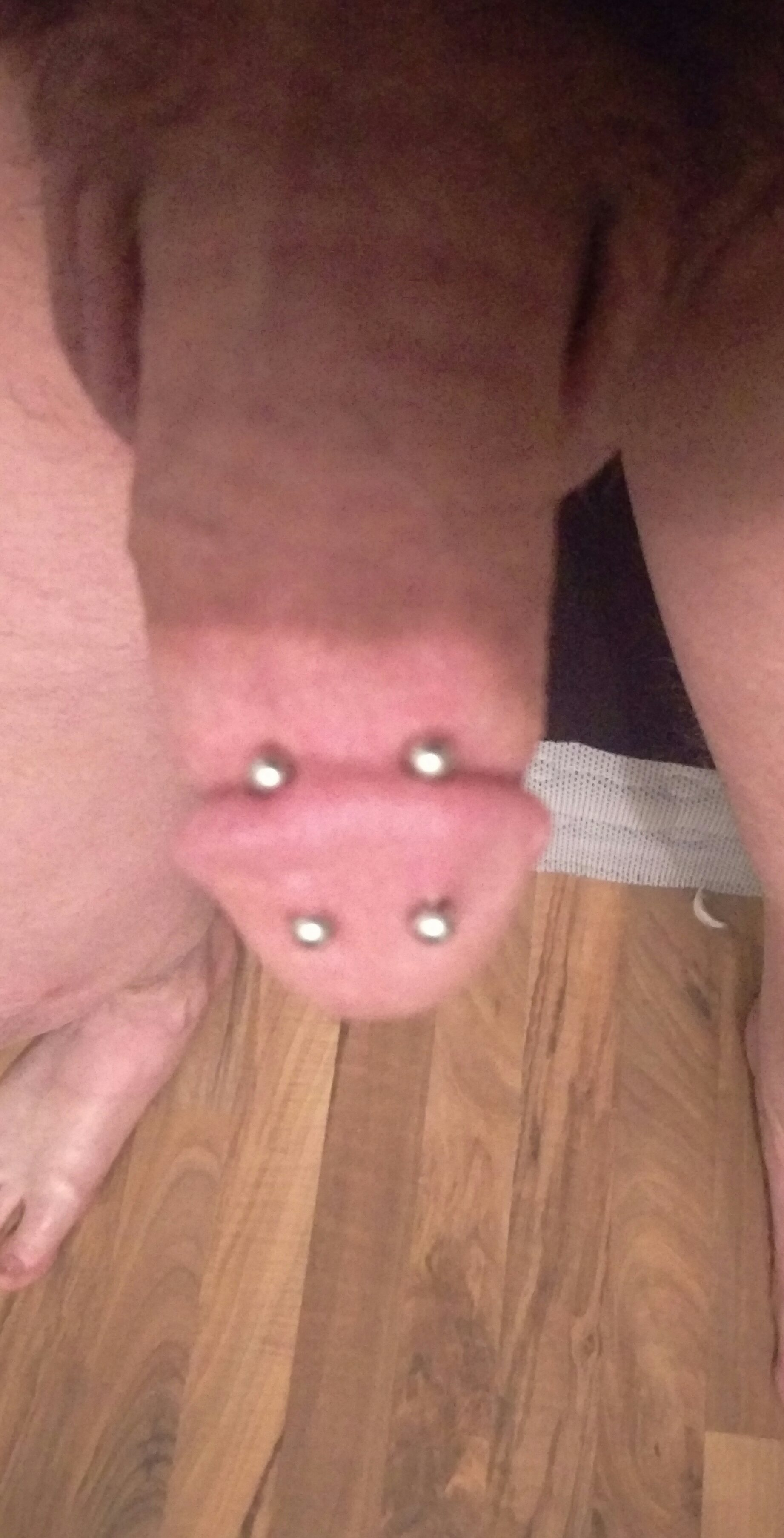
Un doppio dydoe.

Il dydoe è un tipo di piercing genitale maschile che passa attraverso il bordo della corona del glande del pene. Generalmente applicato al centro della corona (ma è comune anche l'utilizzo di due dydoe disposti simmetricamente rispetto al centro), il piercing utilizzato è di solito una barretta ricurva (curved barbell) con una pallina ad entrambe le estremità; a volte può essere applicato sin da subito un anello invece di una barretta, con un aumento, però, del rischio di rigetto.
Si pensa che il termine dydoe derivi dalla parola doodad, utilizzata per riferirsi ad un oggetto di cui non si ricorda il nome (esattamente come l'italiano "coso"), qui intesa come "un abbellimento decorativo" e che sia stato coniato da Doug Malloy (il cui vero nome era Richard Simonton), pioniere della neonata scena delle modificazioni corporali statunitense.

## Varianti
La combinazione di più dydoe disposti attorno alla corona del glande prende il nome di "king's crown" (letteralmente: "corona del re"). Esiste poi, anche se è piuttosto rara, una variante di dydoe, il "deep dydoe" (conosciuta anche con il nome di "Zephyr"), che utilizza una barretta più lunga del solito la quale parte da dietro il bordo della corona e arriva fin quasi alla punta estrema del pene.

## Applicazione e guarigione

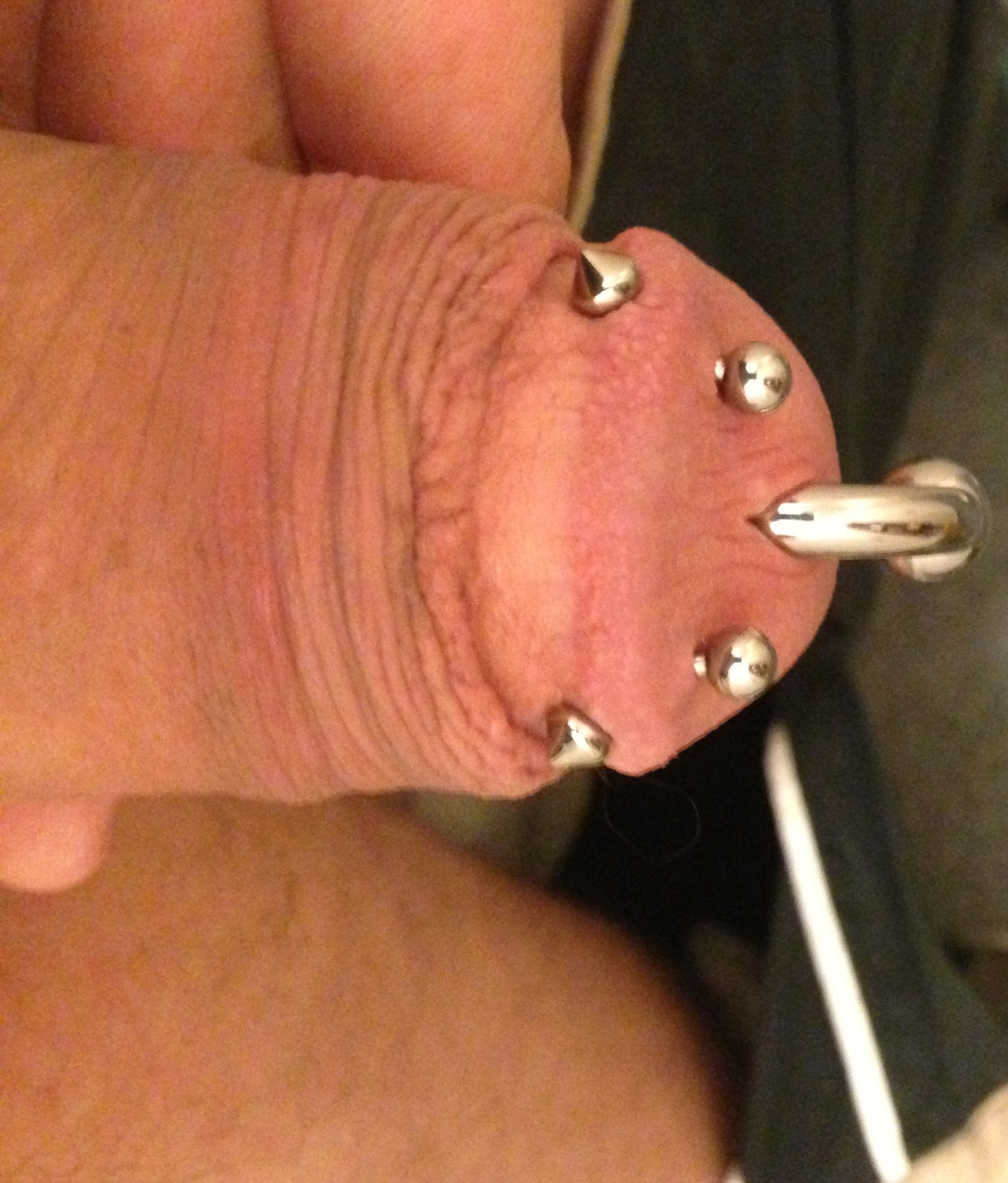
Un doppio dydoe accompagnato da un Prince Albert (il piercing che esce dall'uretra).

Il dydoe è un tipo di piercing cosiddetto "estremo" e la sua applicazione può essere estremamente dolorosa. Data la zona in cui viene inserito, il sanguinamento è comune anche se non abbondante come nei casi dell'ampallang e dell'apadravya e, a discrezione del cliente, la perforazione può essere praticata con o senza l'utilizzo di un anestetico locale.
Il dydoe viene generalmente applicato a persone circoncise, poiché la presenza di un prepuzio molto stretto mantiene la zona umida e inibisce, o comunque rallenta molto, la guarigione. Tutto questo, ovviamente, deve coincidere anche con la presenza di una corona ben sviluppata.
L'applicazione viene solitamente effettuata con il pene in stato di erezione e il piercing applicato è a forma di barretta ricurva (curved barbell). Onde evitare problemi durante l'erezione, la lunghezza del piercing da applicare deve essere valutata dal cliente sul pene eretto, quando il glande raggiunge la massima dimensione, mentre per quanto riguarda il diametro, quello della barretta iniziale è di circa 1,6 mm (14 gauge).
La completa guarigione del pene avviene generalmente in un lasso di tempo non superiore ai tre mesi. Durante il processo di guarigione è buona norma lavare quotidianamente l'area con una soluzione salina sterile ed è inoltre consigliata, per chi indossa questo tipo di piercing, l'astensione dai rapporti sessuali per un periodo di tempo di almeno due settimane, dopo il quale è comunque consigliabile continuare ad utilizzare il preservativo per alcuni mesi fino alla conclusione del suddetto processo. 
Dopo la guarigione il foro può essere allargato inserendo barrette dal diametro via via maggiore. Poiché il glande del pene è una zona molto vascolarizzata, se lasciato vuoto il buco tende a chiudersi molto velocemente (in genere impiega meno di una giornata) ed il processo di riapertura può essere anche più doloroso della prima perforazione.

## Pericoli per la salute
I principali rischi per la salute si hanno durante l'applicazione del piercing e durante il processo di guarigione. La mancata adozione di un'adeguata igiene durante il processo di applicazione può infatti portare al rischio di contrarre malattie trasmissibili per via ematica, mentre tale mancanza durante il processo di guarigione può portare all'insorgere di infezioni.
Alcuni medici ritengono che i piercing genitali maschili che interessano il glande aumentino il rischio di trasmissione di malattie veneree rendendo meno efficace la protezione offerta dal preservativo. In due diverse indagini, dal 5% al 18% degli uomini con un piercing genitale avevano in effetti riscontrato dei non meglio specificati "problemi ad usare i preservativi", sebbene non fosse chiaro quanti di essi li usassero regolarmente. In definitiva non vi è stata ancora nessuna conclusione certa circa l'aumento del rischio di contrarre malattie veneree se si indossa, o se il partner indossa, un piercing genitale di questo o di qualche altro tipo.

## Funzioni
Al di là di funzioni prettamente estetiche, si ritiene anche che indossare un dydoe aumenti la stimolazione sessuale sia in chi lo indossa che nel partner che viene penetrato. Ciò sarebbe dovuto alla pressione esercitata dal piercing sul glande durante il rapporto sessuale, il che, in alcune posizioni, potrebbe condurre ad un'eiaculazione più veloce. Per quanto riguarda un rapporto vaginale, un dydoe inserito al centro del bordo della corona dovrebbe stimolare la zona della parete anteriore della vagina in cui si ritiene sia presente il punto G, anche se meno rispetto a quanto si ottiene con un piercing di tipo apadravya. Sebbene nei primi anni del XXI secolo la comunità scientifica fosse decisamente scettica sull'esistenza di zone interne alla vagina più densamente innervate, come il famigerato punto G, è evidente che un piercing del genere provochi comunque una maggiore pressione e frizione sulle pareti vaginali.